# Joodmethaan
Joodmethaan, vaak ook methyljodide genoemd en doorgaans afgekort tot MeI, is een van de in het laboratorium meest toegepaste organojoodverbindingen. Deze organische verbinding heeft als brutoformule CH3I. Het is een vluchtige vloeistof, afgeleid van methaan, waarin een van de waterstof-atomen vervangen is door een jood-atoom. Joodmethaan is mengbaar met alle gangbare organische oplosmiddelen. Zelf is het kleurloos, al wordt de vloeistof bij blootstelling aan licht langzaam violet gekleurd door de vorming van di-jood. Toevoegen van metallisch koper absorbeert het gevormde di-jood. Joodmethaan wordt uitgebreid toegepast in de organische synthese om een methylgroep aan een molecule te koppelen in een methyleringsreactie. Joodmethaan komt in kleine hoeveelheden vrij op rijstplantages.

## Synthese
Joodmethaan wordt gevormd tijdens de exotherme reactie die optreedt als di-jood aan een mengsel van methanol en rode fosfor wordt toegevoegd. Het joderende agens is fosfortrijodide, dat in situ wordt gevormd:
{\displaystyle {\ce {3CH3OH + PI3 -> 3CH3I + H3PO3}}}
Een tweede synthese gaat uit van de reactie van dimethylsulfaat met kaliumjodide in aanwezigheid van calciumcarbonaat:
{\displaystyle {\ce {(CH3O)2SO2 + 2KI -> 2CH3I + K2SO4}}}
Het gevormde joodmethaan kan gezuiverd worden via destillatie. Het destillaat wordt gewassen met natriumthiosulfaat (Na2S2O3) om het in een nevenreactie gevormde di-jood te verwijderen.
Joodmethaan is ook ontstaan bij ongelukken met kerncentrales waarbij het bij de kernsplijting vrijgekomen jood reageerde met organisch materiaal.

## Chemische eigenschappen
Joodmethaan is een zeer goed substraat voor SN2-reacties. Het is een sterisch niet gehinderde molecule die prima toegankelijk is voor een groot aantal nucleofielen. Bovendien is jood een goede leaving group. Joodmethaan is met succes toegepast in de methylering van fenolen en carbonzuren:
In deze voorbeelden is de base (K2CO3 of Li2CO3) aanwezig om het zure proton op te nemen waarbij het carboxylaat- of fenolaat-ion gevormd wordt. Deze ionen zijn de nucleofielen in de SN2-reactie.
Jodide is een zacht basisch anion, wat betekent dat methylering met joodmethaan bij voorkeur aan de zachtere kant van een ambidentaat nucleofiel reageert. Zo zal reactie met thiocyanaat-ionen eerder aan de zachtere zwavel- dan aan de hardere stikstof-kant van het ion optreden, waardoor voornamelijk methylthiocyanaat gevormd wordt en niet het isomere methylisocyanaat. Dit gedrag is ook belangrijk in de reactie van joodmethaan met gestabiliseerde enolaten, zoals de van de 1,3-dicarbonzuren afgeleide enolaten. Methylering kan optreden aan het relatief harde zuurstofatoom of aan het (meestal gewenste) zachtere koolstofatoom. Met joodmethaan treedt voornamelijk C-alkylering op.
Joodmethaan is ook een belangrijke uitgangsstof voor het veelgebruikte methylmagnesiumjodide. Methylmagnesiumjodide wordt makkelijk gevormd zodat het vaak in onderwijs-situaties gebruikt wordt ter illustratie van de Grignard-reagentia. Methylmagnesiumjodide wordt de laatste jaren verdrongen door het commercieel verkrijgbare methyllithium.
In het Cativa- en Monsanto-proces wordt joodmethaan in situ gevormd uit methanol en waterstofjodide. Het reageert in aanwezigheid van een rodiumcomplex als katalysator met koolstofmonoxide, waarbij acetyljodide ontstaat. Na hydrolyse ontstaat azijnzuur (en waterstofjodide dat weer in het proces wordt teruggevoerd). Het grootste deel van synthetisch azijnzuur wordt via deze route bereid.
Bij 270 °C hydrolyseert joodmethaan onder vorming van waterstofjodide, koolstofmonoxide en koolstofdioxide.

## Joodmethaan als methylerend reagens
Joodmethaan heeft een lange staat van dienst als methylerend reagens. Joodmethaan is reactiever dan de andere halomethanen, maar heeft ook een aantal nadelen. Het heeft een groot equivalentgewicht: 1 mol joodmethaan weegt bijna drie keer zoveel als 1 mol chloormethaan. Aan de andere kant is joodmethaan een stuk makkelijker te hanteren, aangezien chloormethaan en broommethaan gassen zijn.
Joodmethaan is ruim beschikbaar al is het, in vergelijking met de chloriden en de bromiden, tamelijk duur. Commercieel wordt vaak de voorkeur gegeven aan het meer toxische dimethylsulfaat: een goedkope vloeistof. Het bijproduct van de methyleringsreactie met joodmethaan kan aanleiding geven tot zijreacties, omdat jodide een goed nucleofiel is. Ten slotte vormt joodmethaan door de hogere reactiviteit een groter risico voor degenen die ermee werken.

## Toepassingen
Naast zijn toepassingen in de chemie is joodmethaan ook een fungicide, herbicide, insecticide, nematocide en mogelijk blusmiddel. Het wordt toegepast als bodemontsmetter, waarbij het broommethaan vervangt dat wegens het Montréalprotocol niet meer gebruikt mag worden. Joodmethaan wordt in de microscopie gebruikt vanwege zijn brekingsindex.

## Toxicologie en biologische effecten
Joodmethaan heeft een orale LD50 van 76 mg/kg bij ratten. In de lever wordt het snel omgezet in S-methylglutathion. Op basis van verschillende classificaties (IARC, ACGIH, NTP en EPA) wordt joodmethaan als carcinogeen beschouwd, al is de mate waarin de stof voor mensen carcinogeen is nog niet vastgesteld (IARC-klasse 3).
Inademen van de damp van joodmethaan kan schade aan longen, lever, nieren en het centraal zenuwstelsel geven. Klachten kunnen zijn: misselijkheid, duizeligheid en hoesten. Langdurig huidcontact leidt tot brandwonden. Inhalatie van grote hoeveelheden veroorzaakt longoedeem.